# 城崎村
城崎村（しろさきむら）は福井県丹生郡にあった村。現在の越前町の南西端にあたる。

## 地理
- 海洋 ： 若狭湾
- 山岳 ： 若須岳、城山
- 岬 ： 干飯崎、野島崎

## 歴史
- 1889年（明治22年）4月1日 - 町村制の施行により、米ノ浦、道口浦、厨浦、茂原浦、高佐浦、六呂師村及び牛房平村の区域をもって、城崎村が発足する。
- 1955年（昭和30年）3月1日 - 四ヶ浦町及び城崎村が合併して、越前町が発足する。